# Aria fredda
Aria fredda (Cool Air) è un racconto horror scritto nel 1926 dallo statunitense Howard Phillips Lovecraft e pubblicato nel numero di marzo del 1928 della rivista pulp Tales of Magic and Mystery.

## Trama
Il racconto è narrato in prima persona da un uomo che si trasferisce a New York dove è alla ricerca di un appartamento non troppo costoso. Dopo una serie di ricerche decide di accontentarsi di un edificio che, a suo dire, risulta essere meno ripugnante degli altri. Una sera, dopo circa tre settimane dal suo arrivo avviene un fatto alquanto strano, poiché il protagonista si accorge che dal soffitto gocciola una sostanza che riconosce essere ammoniaca; di conseguenza va a riferire il fatto anomalo alla padrona di casa, la signora Herrero, la quale lo tranquillizza e gli racconta che il medico spagnolo Muñoz, l'inquilino del piano superiore, essendo molto malato, deve fare costantemente dei bagni di ammoniaca.
Una mattina l'uomo, colto da un attacco di cuore, decide di chiedere aiuto al dottor Muñoz, pertanto raggiunge il piano superiore dove il dottore gli reca delle efficienti e tempestive cure. Il protagonista si accorge delle stranezze di quell'appartamento e dell'inquilino, in particolare la ventata di aria fredda che lo aveva investito all'ingresso giustificata dal fatto che, a causa della malattia del dottore, l'ambiente doveva essere mantenuto a temperature molto basse — all'incirca quattro o cinque gradi centigradi — ricorrendo a un sistema di refrigerazione ad ammoniaca alimentato da un motore a benzina.
Dopo tale avvenimento l'uomo inizia a fare delle ricorrenti visite al dottore nelle quali quest'ultimo gli racconta dei suoi esperimenti, svolti con dei metodi alquanto particolari, e dei risultati da lui raggiunti. Col passare del tempo la salute del dottore peggiora tanto da costringerlo ad abbassare ulteriormente la temperatura del suo appartamento, mentre il suo aspetto diviene sempre più orribile.
Una sera, il protagonista si precipita al piano di sopra a causa della rottura del sistema di refrigerazione dell'appartamento del dottor Muñoz e tenta di riparare il macchinario tra la collera e il panico dell'ammalato. Mentre la temperatura della stanza inizia a salire, il dottor Muñoz decide di barricarsi in bagno e chiede al protagonista di portargli tutto il ghiaccio che riesce a trovare. Il protagonista affida il compito ad un altro uomo mentre egli inizia la ricerca di un meccanico che riesce a trovare solo all'una del giorno seguente. Arrivato all'appartamento si ritrova dinanzi ad uno spettacolo terrorizzante. L'intero edificio era in agitazione mentre dalla porta del bagno si avvertivano delle orribili esalazioni.
Il protagonista, entrato nell'appartamento, vede una striscia scura e gelatinosa che si propaga dalla porta del bagno fino all'ingresso e da questo fino ad uno scrittoio dove ritrova un foglio di carta. Una volta letto il foglio di carta rivela tutto il mistero, ovvero che il dottor Muñoz era morto 18 anni prima e che era ricorso alla conservazione artificiale mediante il freddo.

## Personaggi
- Il narratore senza nome venuto a New York per fare «un lavoro molto piatto e poco remunerativo per una rivista»[1]. Passa da un pensionato all'altro prima di scoprire un caseggiato nella Quattordicesima Ovest che gli pare «meno ripugnante degli altri»[1]. Il dottor Muñoz, inquilino del piano superiore al suo, lo cura in seguito a un attacco di cuore; inizialmente ne ha una buona opinione, ma a causa del terrore crescente e maniacale del dottore nei confronti della morte, tale da rasentare la follia, finisce per considerarlo «detestabile e addirittura ripugnante»; nonostante ciò, per gratitudine, non se la sente di abbandonarlo agli sconosciuti inquilini della palazzina e lo aiuta con varie commissioni[1].
- Il dottor Muñoz, un medico spagnolo con «una strana voce dal perfetto accento inglese», che appare come «una persona estremamente colta e di ottima estrazione sociale» e che emana «un'intelligenza profonda, cultura e nascita illustri»[1]. Fisicamente si presenta come di piccola statura ma proporzionato, con il viso dai tratti nobili  e l'espressione altera ma non altezzosa, incorniciata da una folta barba ferrigna e grandi occhi scuri protetti da un paio di occhiali vecchio modello pince-nez dietro cui spicca un naso aquilino «dall'aria moresca, modificando l'insieme dai lineamenti celto-iberici», con capelli forti e ordinati, divisi accuratamente da una riga centrale sulla fronte alta, pelle violacea e mani gelide. Indossa un abito scuro di taglio impeccabile[1]. Il narratore lo descrive come «uno dei più ostinati avversari della morte», capace di dilapidare l'intero patrimonio e perdere tutti gli amici «per condurre una vita dedicata a certi esperimenti particolari che sperava lo portassero a sconfiggerla per sempre»[1].